# Марьино (Доброминское сельское поселение)
Ма́рьино    — деревня  в  Смоленской области России,  в Глинковском районе. Население – 4 жителя (2007 год)  .  Расположена в центральной части области  в 10 км к северо-западу от села Глинка,  в 20 км севернее автодороги Р96 Новоалександровский(А101) - Спас-Деменск — Ельня — Починок, на берегу реки Боровка.  В 3 км севернее деревни железнодорожная станция Добромино на линии Смоленск  - Сухиничи. Входит в состав Доброминского сельского поселения.  

## История
В годы Великой Отечественной войны деревня была оккупирована гитлеровскими войсками в июле 1941 года, освобождена в ходе Ельнинско-Дорогобужской операции в 1943 году.